# Los Arroyos, Honduras
Los Arroyos är en ort i Honduras.   Den ligger i departementet Departamento de Copán, i den västra delen av landet, 190 km väster om huvudstaden Tegucigalpa. Los Arroyos ligger 761 meter över havet och antalet invånare är 916.
Terrängen runt Los Arroyos är huvudsakligen kuperad, men den allra närmaste omgivningen är platt. Los Arroyos ligger nere i en dal. Runt Los Arroyos är det ganska tätbefolkat, med 80 invånare per kvadratkilometer. Närmaste större samhälle är Santa Rosa de Copán, 17,1 km nordost om Los Arroyos. Omgivningarna runt Los Arroyos är en mosaik av jordbruksmark och naturlig växtlighet.